# Bitwa koło wyspy May
Bitwa koło wyspy May (ang. Battle of May Island) – ironiczna nazwa nadana serii tragicznych wypadków z udziałem okrętów brytyjskiej Royal Navy, do których doszło w czasie operacji szkoleniowej EC1 w pobliżu Isle of May, w zatoce Firth of Forth w nocy z 31 stycznia na 1 lutego 1918 roku.

## Opis wydarzeń

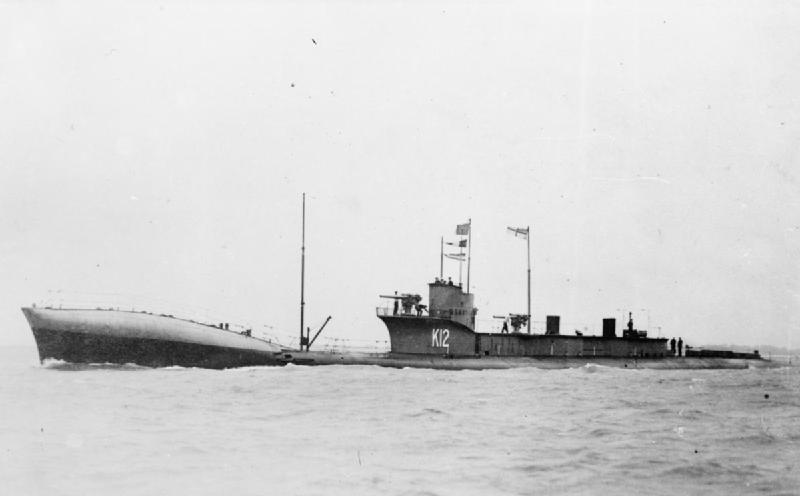
HMS „K12”.

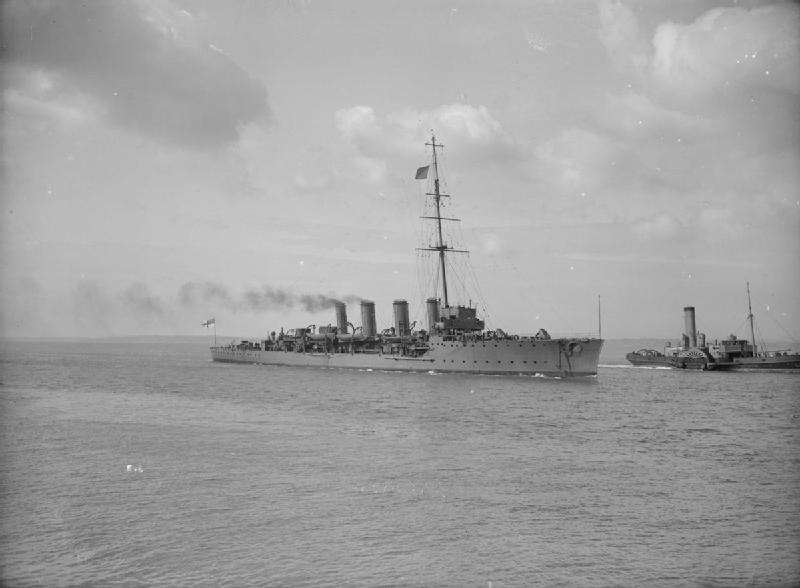
HMS „Fearless”.

31 stycznia w ramach operacji EC1 z bazy w Rosyth wypłynęła w morze eskadra, w skład której wchodziła 5 Eskadra Pancerników (5th Battle Squadron – trzy pancerniki wraz z eskortującymi je niszczycielami), 2 Eskadra Krążowników Liniowych (2nd Battlecruiser Squadron – cztery krążowniki liniowe: HMAS „Australia”, HMS „New Zealand”, HMS „Indomitable” i HMS „Inflexible” wraz z niszczycielami), dwie flotylle okrętów podwodnych typu K (12 Flotylla – HMS „K3”, HMS „K4”, HMS „K6” i HMS „K7”, 13 Flotylla – HMS „K11”, HMS „K12”, HMS „K14”, HMS „K17” i HMS „K22”) prowadzonych przez lekkie krążowniki oraz inne, mniejsze jednostki, razem około 40 okrętów.
Okręty podwodne typu „K” były bardzo dużymi jednostkami o nietypowym dla okrętów podwodnych parowym napędzie, bardzo dużej prędkości maksymalnej (24 węzły), zaprojektowane specjalnie do współdziałania z głównymi siłami floty (Battle Fleet). Ze względu na użycie zaawansowanych technologii i szybkość budowy były niedopracowane i usterkowe, a przez to uważane za bardzo pechowe; w czasie ich służby wydarzyło się na nich wiele tragicznych wypadków.
Eskadra uszykowana była następująco: 12 Flotylla okrętów podwodnych, dywizjon krążowników liniowych, 13 Flotylla Okrętów podwodnych i na końcu pancerniki. Zbliżając się do Isle of May okręty zwiększyły prędkość, aby uniknąć ataku U-Bootów, które mogły znajdować się niedaleko. W ciemnościach dwa małe okręty patrolowe zbłądziły, wchodząc prawie pod dzioby okrętów podwodnych „K14” i „K22” należących do 13 Flotylli. Oba okręty gwałtownie skręciły, aby uniknąć kolizji. W trakcie manewru zablokował się ster „K14”, który wszedł pod dziób „K22” i został przez niego staranowany. Obydwa ciężko uszkodzone okręty osiadły martwo na wodzie dokładnie na trasie podążających za nimi krążowników liniowych. Trzy z nich szczęśliwie minęły unieruchomione okręty (nie zauważając ich w ogóle), ale czwarty, HMS „Inflexible”, uderzył w „K22”, także w ogóle nie zauważając tego zdarzenia.
Pozostałe okręty 13 Flotylli kontynuowały marsz, do momentu, w którym jej dowódca otrzymał sygnał z „K22” informujący go o kolizji, i zawrócił pozostałe jednostki, by udzielić pomocy uszkodzonym okrętom. 13 Flotylli udało się uniknąć dalszej tragedii, kiedy okręty, zawracając weszły w drogę krążownikom liniowym wraz z towarzyszącymi im niszczycielami.
Uprzedzona o zderzeniu 12 Flotylla zmieniła kurs, by ominąć unieruchomione okręty. Wykonując ten manewr, wpadła z dużą prędkością na okręty 13 Flotylli, które zawróciły, by pomóc uszkodzonym jednostkom. Prowadzący 12 Flotyllę HMS „Fearless” wpadł na „K17” przecinając jego kadłub tuż przed kioskiem. „K3” i „K4” uniknęły kolizji w ostatniej chwili, podobnie jak K6 chwilowo uniknął kolizji z „K12”, aby moment później wbić się w burtę „K4” przecinając prawie na pół i topiąc go.
Okręty, które uniknęły kolizji, rozpoczęły akcję ratunkową starając się wyciągnąć z wody rozbitków z „K4” i „K17”, ale wielu z nich zginęło pod śrubami okrętów, kiedy przez scenę tragedii przepłynęły z prędkością 21 węzłów niszczyciele i drednoty 5 Dywizjonu. Z „K17” ostatecznie uratowano tylko 9 marynarzy, z których jeden zmarł jeszcze przed otrzymaniem opieki lekarskiej; z „K4” nie przeżył nikt.
Łącznie w serii kolizji i wypadków zatonęły dwa okręty podwodne, a cztery następne zostały uszkodzone; uszkodzeniu uległ też niszczyciel. Ponad 100 marynarzy straciło życie. Całe zdarzenia zostało objęte tajemnicą wojskową i wyszło na jaw dopiero po wojnie.
31 marca 2002 na brzegu Firth of Forth, na wysokości Isle of May odsłonięto pomnik w postaci kopca (cairn) upamiętniający tragicznie zmarłych marynarzy.